# Michael Johnson
Michael Duane Johnson (Dallas, 13 settembre 1967) è un ex velocista statunitense, considerato il più grande quattrocentista di tutti i tempi.
Detiene il record mondiale della staffetta 4×400 metri (2'54"29, come componente della squadra statunitense) e ha detenuto per 17 anni il record mondiale dei 400 metri piani col tempo di 43"18, migliorato nel 2016 da Wayde van Niekerk; inoltre è stato primatista mondiale dei 200 metri piani per 12 anni, superato nel 2008 da Usain Bolt, nonché dei 400 m piani indoor con 44"63, tempo successivamente migliorato da Kerron Clement.
Ha vinto quattro ori olimpici ed è stato otto volte campione mondiale. È stato il primo uomo nella storia (e tuttora unico) a vincere i 200 e i 400 m piani nella stessa edizione dei Giochi olimpici, quella di Atlanta 1996, e nello stesso mondiale, quello di Göteborg 1995. Sono state due invece le donne capaci di questa impresa alle Olimpiadi: Valerie Brisco-Hooks nel 1984 e Marie-José Pérec nel 1996.

## Biografia
Nato e cresciuto a Dallas (Texas), Michael Johnson era il più giovane di cinque fratelli. Frequentò la Baylor University, dove fu allenato da Clyde Hart e vinse diversi titoli NCAA. Johnson aveva uno stile di corsa inconfondibile, caratterizzato da busto eretto, testa alta, passi corti e poco movimento delle braccia (che gli valse diversi soprannomi tra cui "soldatino di piombo" e "Forrest Gump").

### 1991: il primo trionfo mondiale
Dopo aver dovuto rinunciare a causa di problemi fisici ai Giochi olimpici del 1988, il primo grande successo in campo mondiale arrivò nel 1991, quando Johnson vinse il titolo nei 200 metri ai Campionati mondiali di Tokyo con il tempo di 20"01. Fece il suo debutto olimpico ai Giochi del 1992, non riuscendo tuttavia a qualificarsi alla finale dei 200 metri, a causa di un'intossicazione alimentare. Si prese una parziale rivincita conquistando l'oro come componente della staffetta 4×400 m, che stabilì anche il nuovo record mondiale con il tempo di 2'55"74.
Dopo il disappunto per la mancata finale dei 200 metri ai Giochi olimpici, Johnson vinse i 400 metri ai Mondiali di Stoccarda del 1993; a questa vittoria andò successivamente ad aggiungersi un secondo oro nella staffetta 4×400 m, stabilendo anche in questa occasione il primato mondiale con 2'54"29.
Nel 1995, ai successivi Campionati mondiali di Göteborg, in Svezia, Johnson conquistò la sua prima "doppietta" in un grande evento; vinse infatti sia i 200 che i 400 metri, aggiungendo a queste medaglie un nuovo oro come componente della squadra di staffetta 4×400 m.

### 1996: la doppietta 200-400 alle Olimpiadi
L'anno successivo Johnson abbassò lo storico record mondiale dei 200 metri dell'italiano Pietro Mennea, portandolo a 19"66 durante i campionati nazionali statunitensi. Con questa prestazione si qualificò ai Giochi olimpici di Atlanta, preparandosi all'impresa "impossibile": vincere per la prima volta sia il titolo dei 200 che dei 400 m piani, impresa mai riuscita fino a quel momento a nessun atleta maschile nella storia dei Giochi olimpici.
Il 29 luglio vinse facilmente il titolo dei 400 m con il tempo di 43"49, distanziando di quasi un secondo il britannico Roger Black e di 1"04 l'ugandese Davis Kamoga. Il 1º agosto, nella finale dei 200 metri, Johnson corse i primi 100 metri in 10"12 e percorse la seconda frazione nel tempo stratosferico di 9"20, chiudendo la gara con il tempo di 19"32, incredibile nuovo record mondiale durato 12 anni e 19 giorni; durante la gara raggiunse la velocità media di 37 km/h. Questo fu il più grande miglioramento del record mondiale dei 200 m piani in tutta la storia, paragonabile forse nel resto dell'atletica solo al salto in lungo di Bob Beamon ai Giochi olimpici del 1968 in Messico.
Nel giugno del 1997 Johnson si infortunò durante una gara con Donovan Bailey sulla distanza insolita dei 150 metri, che prevedeva un premio di un milione di dollari per il vincitore (più mezzo milione a entrambi per la partecipazione alla gara); riuscì tuttavia nello stesso anno a vincere il suo terzo titolo mondiale sui 400 metri ma rinunciò a difendere il titolo sui 200. Due mesi dopo Michael Johnson batté Maurice Greene e lo stesso Donovan Bailey in una gara sui 200 metri vinta con il tempo di 19"84, confermandosi così l'atleta più veloce anche su questa distanza.

### 1999-2000: il record dei 400 metri e l'ultimo titolo olimpico
Nel 1998 fu colpito da un nuovo infortunio e nella stagione successiva la sua preparazione ai Campionati mondiali di Siviglia fu ridotta a sole quattro gare sui 400 metri, a causa di ulteriori problemi fisici; se non fosse stato per la politica della IAAF di ammettere automaticamente i detentori del titolo ai Mondiali, non sarebbe neppure andato a Siviglia poiché non aveva superato i trials statunitensi causa infortunio. Si riprese in tempo dai problemi fisici e vinse così il suo quarto titolo mondiale nei 400 metri con il nuovo record mondiale di 43"18. Successivamente corse come ultimo staffettista nella 4×400 m, aggiungendo quindi il nono oro alla sua collezione mondiale.

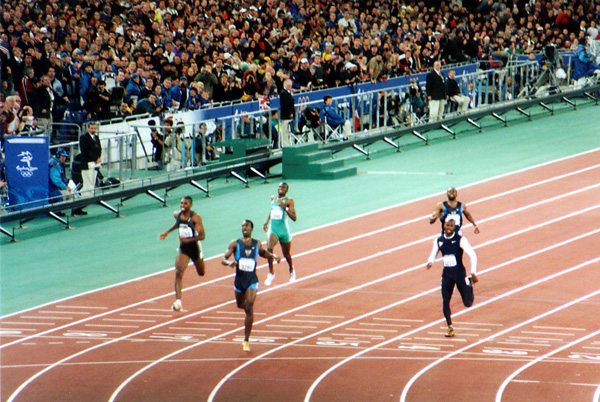
Johnson durante la finale dei 400 m a

Concluse la sua carriera ai Giochi olimpici di Sydney vincendo i 400 metri e la staffetta 4×400 m e portando così il totale dei suoi ori olimpici momentaneamente a 5. Nel 2003 venne rivelato che a Jerome Young era stato consentito di partecipare ai Giochi olimpici di Sydney, dove aveva corso nei turni preliminari della 4×400 m, nonostante fosse stato trovato positivo agli steroidi a un test antidoping nel 1999. Una corte d'appello della USA Track & Field aveva rigettato la decisione dell'esperto di doping dell'organizzazione, permettendo a Young, nonostante la positività, di partecipare.
Il 18 luglio del 2004 la IAAF stabilì che Young non era eleggibile per prendere parte ai Giochi olimpici e decise di annullare i risultati dell'atleta statunitense, inclusi quelli delle staffette. Con questa decisione gli USA furono squalificati dall'ordine d'arrivo della 4×400 metri a Sydney e l'oro venne consegnato alla nazionale seconda classificata, la Nigeria seguita da Giamaica e Bahamas. Il 22 luglio 2005 il Tribunale Arbitrale dello Sport di Losanna ribaltò la decisione della IAAF e ristabilì l'ordine d'arrivo originario.
Nel giugno 2007 Antonio Pettigrew, uno dei quattro componenti di quella staffetta, ammise di aver utilizzato sostanze dopanti decidendo di restituire la propria medaglia d'oro. In seguito alla confessione del suo compagno di staffetta anche Johnson affermò di voler restituire tale medaglia, dichiarando che quell'oro non gli apparteneva.
Nel 2008 il CIO decise di privare ufficialmente gli USA del titolo olimpico del 2000 nella staffetta 4×400 m, rendendo il titolo vacante e rimandando una riassegnazione delle medaglie in futuro. La squadra USA venne inoltre privata su decisione dell'USADA (agenzia statunitense anti-doping), che cancellò tutti i risultati ottenuti da Pettigrew dal gennaio 1997, della medaglia d'oro conquistata nella staffetta 4×400 m ai Mondiali del 1999. Gli ori mondiali conquistati da Johnson, a causa di questa squalifica, scesero così ad otto.
Johnson ha ottenuto per 22 volte un tempo inferiore ai 44 secondi in gare sui 400 m piani. Nei 200 è sceso 17 volte sotto i 20 secondi e 6 volte sotto 19"80. Ha detenuto il record mondiale sui 200 metri dal giugno 1996 all'agosto del 2008, quando è stato migliorato dal giamaicano Usain Bolt.
Michael Johnson è rimasto per gran parte degli anni '90 praticamente imbattuto sugli sprint lunghi. Dopo il ritiro, viene spesso invitato a trasmissioni televisive in qualità di esperto di atletica leggera ed è stato l'agente del campione dei 400 metri, lo statunitense Jeremy Wariner.
Dal 6 giugno 2012 è membro della IAAF Hall of Fame.

## Record nazionali
Seniores
- 300 metri piani: 30"85 ( Pretoria, 24 marzo 2000)
- 400 metri piani: 43"18 ( Siviglia, 26 agosto 1999)
- Staffetta 4×400 metri: 2'54"29 ( Stoccarda, 22 agosto 1993)  (Andrew Valmon, Quincy Watts, Butch Reynolds, Michael Johnson)

## Progressione

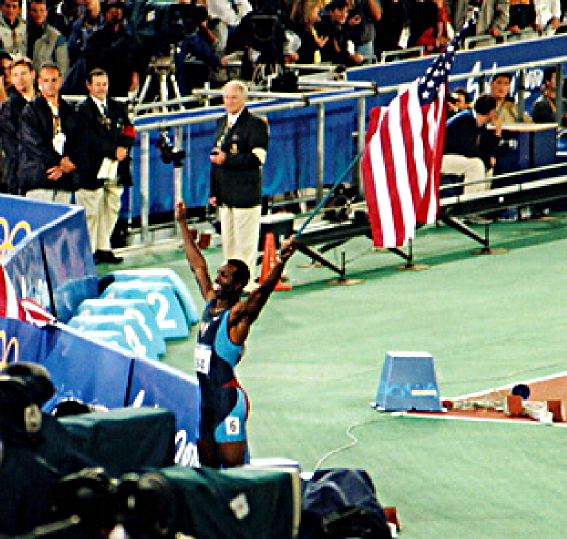
Johnson festeggia la vittoria sui 400 m ai Giochi di

### 200 metri piani
| Stagione | Tempo | Luogo       | Data      | Rank. Mond. |
| -------- | ----- | ----------- | --------- | ----------- |
| 2000     | 19"71 | Pietersburg | 18-3-2000 | 1º          |
| 1999     | 19"93 | Bruxelles   | 3-9-1999  | 3º          |
| 1999     | 19"93 | Roma        | 7-7-1999  | 3º          |
| 1998     | 20"31 | Arlington   | 2-5-1998  |             |
| 1997     | 20"05 | Des Moines  | 26-4-1997 |             |
| 1996     | 19"32 | Atlanta     | 1-8-1996  | 1º          |
| 1995     | 19"79 | Göteborg    | 11-8-1995 |             |
| 1994     | 19"94 | Monaco      | 2-8-1994  |             |
| 1993     | 20"06 | Losanna     | 7-7-1993  |             |
| 1992     | 19"79 | New Orleans | 28-6-1992 |             |
| 1991     | 19"88 | Barcellona  | 20-9-1991 |             |
| 1990     | 19"85 | Edimburgo   | 6-7-1990  |             |
| 1989     | 20"47 | Waco        | 21-4-1989 |             |
| 1988     | 20"07 | Austin      | 15-5-1988 |             |
| 1987     | 20"41 | Waco        | 17-4-1987 |             |

### 400 metri piani
| Stagione | Tempo | Luogo           | Data      | Rank. Mond. |
| -------- | ----- | --------------- | --------- | ----------- |
| 2000     | 43"68 | Sacramento      | 16-7-2000 | 1º          |
| 1999     | 43"18 | Siviglia        | 26-8-1999 | 1º          |
| 1998     | 43"68 | Zurigo          | 12-8-1998 |             |
| 1997     | 43"75 | Waco            | 19-4-1997 |             |
| 1996     | 43"44 | Atlanta         | 19-6-1996 |             |
| 1995     | 43"39 | Göteborg        | 9-8-1995  |             |
| 1994     | 43"90 | Madrid          | 6-9-1994  |             |
| 1993     | 43"65 | Stoccarda       | 17-8-1993 |             |
| 1992     | 43"98 | Londra          | 10-7-1992 |             |
| 1991     | 44"17 | Losanna         | 10-7-1991 |             |
| 1990     | 44"21 | Rieti           | 9-9-1990  |             |
| 1989     | 46"49 | College Station | 1-4-1989  |             |
| 1988     | 45"23 | Waco            | 22-4-1988 |             |
| 1987     | 46"29 | Lafayette       | 11-4-1987 |             |

## Palmarès
| Anno | Manifestazione  | Sede       | Evento      | Risultato  | Prestazione | Note                  |
| ---- | --------------- | ---------- | ----------- | ---------- | ----------- | --------------------- |
| 1991 | Mondiali        | Tokyo      | 200 m piani | Oro        | 20"01       |                       |
| 1992 | Giochi olimpici | Barcellona | 200 m piani | Semifinale | 20"78       |                       |
| 1992 | Giochi olimpici | Barcellona | 4×400 m     | Oro        | 2'55"74     | Record mondiale       |
| 1993 | Mondiali        | Stoccarda  | 400 m piani | Oro        | 43"65       |                       |
| 1993 | Mondiali        | Stoccarda  | 4×400 m     | Oro        | 2'54"29     | Record mondiale       |
| 1995 | Mondiali        | Göteborg   | 200 m piani | Oro        | 19"79       | Record dei campionati |
| 1995 | Mondiali        | Göteborg   | 400 m piani | Oro        | 43"39       | Record dei campionati |
| 1995 | Mondiali        | Göteborg   | 4×400 m     | Oro        | 2'57"32     |                       |
| 1996 | Giochi olimpici | Atlanta    | 200 m piani | Oro        | 19"32       | Record mondiale       |
| 1996 | Giochi olimpici | Atlanta    | 400 m piani | Oro        | 43"49       | Record olimpico       |
| 1997 | Mondiali        | Atene      | 400 m piani | Oro        | 44"12       |                       |
| 1999 | Mondiali        | Siviglia   | 400 m piani | Oro        | 43"18       | Record mondiale       |
| 2000 | Giochi olimpici | Sydney     | 400 m piani | Oro        | 43"84       |                       |

## Campionati nazionali
- 5 volte campione nazionale dei 200 m piani (1990, 1991, 1992, 1995, 1996)
- 4 volte campione nazionale dei 400 m piani (1993, 1995, 1996, 2000)
- 4 volte campione nazionale indoor dei 400 m piani (1990, 1991, 1995, 1996)

## Altre competizioni internazionali
1991
- Oro alla Grand Prix Final ( Barcellona), 200 m piani - 19"88

1993
- Bronzo alla Grand Prix Final ( Londra), 200 m piani - 20"41

1995
- Oro alla Grand Prix Final ( Monaco), 200 m piani - 19"93

1996
- Oro alla Grand Prix Final ( Milano), 400 m piani - 44"53

## Riconoscimenti
- Atleta mondiale dell'anno (1996, 1999)
- Atleta maschile dell'anno dell'Associated Press (1996)
- Sportivo mondiale dell'anno de La Gazzetta dello Sport (1996)